# Servine
Servine is een Pokémon uit de vijfde generatie. Servine is van het type gras. Daardoor is hij sterk tegen onder andere Waterpokémon. Hij is de evolutie van de starter Snivy op niveau 17 naar Serperior op niveau 36.